# Georges Balandier
Pour les articles homonymes, voir Balandier.
Georges Balandier, né le 21 décembre 1920 à Aillevillers-et-Lyaumont (Haute-Saône) et mort le 5 octobre 2016 à Paris 18e, est un ethnologue et sociologue français.

## Biographie

### Jeunesse et études
Georges Léon Émile Balandier est le fils d'un cheminot et militant socialiste. Il obtient une licence de philosophie et suit les cours de l'Institut d’ethnologie du musée de l'Homme.

### Parcours professionnel
Il est réfractaire au STO et rejoint la résistance en Haute-Saône. Il travaille au musée de l'Homme en 1945, puis part pour Dakar en 1946, où il est affecté à l'Institut français d’Afrique noire, dirigé par Théodore Monod.
Membre de la SFIO de 1946 à 1951, Georges Balandier est en poste en Guinée. Dès 1952, il prend parti pour l'indépendance des colonies africaines dans les Cahiers de sociologie. Il doit quitter la Guinée en 1947 et regagne Paris, où il devient co-rédacteur en chef de la revue Présence africaine, avec Alioune Diop. En 1948, il est chargé de créer à Brazzaville la section de sociologie de l’ORSTOM. 
En 1952, Claude Lévi-Strauss décline un poste à l'Institut d'études politiques de Paris qui lui est proposé par Jacques Chapsal, faute de temps disponible ; il recommande Balandier au directeur. Georges Balandier devient ainsi chargé de cours au sein de l'IEP, de 1952 à 1962.
Il définit en 1952, avec Alfred Sauvy, le concept de « tiers monde » pour désigner des pays qui « ressemblaient un peu au tiers état de la Révolution française ». Sa notion de « situation coloniale » inspire la constitution d'un nouveau champ de recherche en anthropologie, les « New Colonial Studies », auquel la revue French Politics, Culture & Society consacre en 2002 un cahier spécial intitulé Regards croisés: Transatlantic Perspectives on the Colonial Situation.. Il publie en 1955 Sociologie des Brazzavilles noires,.
En 1954, il est nommé directeur d'études à l’École pratique des hautes études, puis en 1962, professeur à la Sorbonne, où il inaugure, en 1962, la première chaire de sociologie et d’ethnologie de l’Afrique noire. Il est fondateur du Centre d'études africaines et des Cahiers d'études africaines, et directeur des Cahiers internationaux de sociologie avec Michel Wieviorka. Il succède à Georges Gurvitch à la direction de la collection « Bibliothèque de sociologie contemporaine » aux Puf. En 1982, il fonde avec Michel Maffesoli le Centre d'études sur l'actuel et le quotidien.
Il meurt le 5 octobre 2016.

## Publications
- Tous comptes faits, Paris, Éditions du Pavois , 1947 (sa seule fiction)
- « La situation coloniale : approche théorique », in Cahiers internationaux de sociologie, 1951, 11, p. 44-79.
- « Contribution à une sociologie de la dépendance », in Cahiers internationaux de sociologie, 1952, XII, p. 47-69.
- (en coll. avec Paul Mercier), Particularisme et évolution : les pêcheurs Lébou (Sénégal), Saint- Louis du Sénégal, IFAN, 1952.
- Les villages gabonais, Brazzaville, Institut d'études centrafricaines, 1952
- L'anthropologie appliquée aux problèmes des pays sous-développés, Paris, Cours de droit, 1955, 376 p.
- Sociologie des Brazzavilles noires, Paris, A. Colin, 1955
- Sociologie actuelle de l'Afrique noire : dynamique des changements sociaux en Afrique centrale, Paris, PUF, 1955
- Le Tiers-monde, sous-développement et développement, Paris, PUF-INED, 1957
- Afrique ambigüe, Paris, Plon, 1957
- Les pays sous-développés : aspects et perspectives, Paris, Cours de droit, 1959
- Les pays en voie de développement : analyse sociologique et politique, Paris, Cours de droit, 1961
- La vie quotidienne au royaume de Kongo du XVIe au XVIIIe siècle, Paris, Hachette, 1965
- Anthropologie politique, Paris, PUF, 1967
- (dir.) Dictionnaire des civilisations africaines, Paris, Fernand Hazan, 1968
- (dir.) Sociologie des mutations, Paris, Anthropos, 1970
- Sens et puissance : les dynamiques sociales, Paris, PUF, 1971
- Georges Gurvitch, sa vie, son œuvre, Paris, PUF, 1972
- Anthropo-logiques, PUF, 1974 (repris ensuite et augmenté en Livre de poche « Biblio-essais »)
- Histoire d'autres, Paris, Stock, 1977
- Le pouvoir sur scènes, Paris, Fayard, 1980 (éd. augmentée en 1992, puis en 2006)
- Autour de Georges Balandier, Paris, Fondation d'Hautvillers, 1981
- Le détour : pouvoir et modernité, Paris, Fayard, 1985
- Le désordre : éloge du mouvement, Paris, Fayard, 1988
- Le dédale : pour en finir avec le XXe siècle, Paris, Fayard, 1994
- Une anthropologie des moments critiques, Paris, EHESS, 1996
- Conjugaisons, Paris, Fayard, 1997
- Avec Leonardo Cremonini en connivence, Milan, Electa, 2000
- Le Grand Système, Paris, Fayard, 2001
- « La situation coloniale : ancien concept, nouvelle réalité », in French Politics, Culture & Society, 2002, 20, 2, p. 4-10.
- Civilisés, dit-on, Paris, PUF, 2003
- Civilisation et Puissance, Paris, L'Aube, 2005
- Fenêtres sur un nouvel âge (2006-2007), Paris, Fayard, 2008
- Le dépaysement contemporain : l'immédiat et l'essentiel, Paris, PUF, 2009
- Carnaval des apparences, Paris, Fayard, 2012
- Du social par temps incertain, Paris, PUF, 2012
- "Recherche du politique perdu", Paris, Fayard,  2015